# Sara Evans
Sara Lynn Evans (Boonville, Missouri, EUA 5 de fevereiro de 1971) é uma cantora e compositora norte-americana de country.

## Discografia

### Álbuns de estúdio
| Ano  | Título                     | Gravadora   |  |
| ---- | -------------------------- | ----------- |  |
| 1997 | Three Chords and the Truth | RCA         |  |
| 1998 | No Place That Far          | RCA         |  |
| 2000 | Born to Fly                | RCA         |  |
| 2003 | Restless                   | RCA         |  |
| 2005 | Real Fine Place            | RCA         |  |
| 2011 | Stronger                   | RCA         |  |
| 2014 | Slow Me Down               | RCA         |  |
| 2014 | At Christmas               | RCA         |  |
| 2017 | Words                      | Born to Fly |  |

### Coletâneas
| Ano  | Título                                | Gravadora         |  |
| ---- | ------------------------------------- | ----------------- |  |
| 1999 | CMT Girl's Night Out                  | BNA Records       |  |
| 2005 | Feels Like Home                       | Cracker Barrel    |  |
| 2006 | Always There                          | Hallmark Records  |  |
| 2007 | The Early Years                       | E&S Records       |  |
| 2007 | Greatest Hits                         | RCA Nashville     |  |
| 2013 | Playlist: The Very Best of Sara Evans | Legacy Recordings |  |

### EP
| Ano  | Título                     | Gravadora     |  |
| ---- | -------------------------- | ------------- |  |
| 2009 | I'll Be Home for Christmas | RCA Nashville |  |